# Dokplala
 Dokplala  est un village du Togo situé au sud du pays, dans le canton de Badja. Sa population est issue de l'ethnie Ewe. Les habitats dans cet endroit sont construits en banco selon les modèles anciens hérités des grands-parents.

## Histoire
Dokplala est situé à 3 km de la ville de Bagbé dans la préfecture d'Avé. Comme la majorité des Ewe qui ont quitté les murs gigantesques de Notsè les habitants de Dokplala sont des Ewes autochtones qui vivent dans la région de l'Avé. Ce sont des cultivateurs qui produisent différents produits destinés à la consommation locale et à l'approvisionnement de la ville de Lomé et de ses environs.
Fondé par Ayivon et ses familles alliées Lonho, Akpakou, le village Dokplala accueille aussi des Ahoussa et les Peuls qui sont des éleveurs. La population adorait des idoles avant l'arrivée du christianisme. Des églises soutiennent la population dans ses différents préoccupations. Des églises comme Pentecôte soutiennent l'éducation dans ce village pour le développement durable. Quelques rares dispensaires aussi font de leur mieux pour venir en aide à la population de Dokplala. En collaboration avec l'extérieur certains bénévoles soutiennent la jeunesse aussi en donnant des cours  pendant les vacances pour les faire évoluer sur le plan scolaire.
Les femmes de Dokplala jouent un rôle important dans le développement de la localité, elles pratiquent l'agriculture et le commerce local. Elles sont soutenues par Togbui Ahialoho Komlan II qui dirige Dokplala. En collaboration avec d'autres associations il développe son village par les dons communautaires  de ses associations. Par l'appui des notables il lutte contre les violences faites aux femmes et leur donne droit à l'héritage de leurs parents, comme les terres ancestrales.

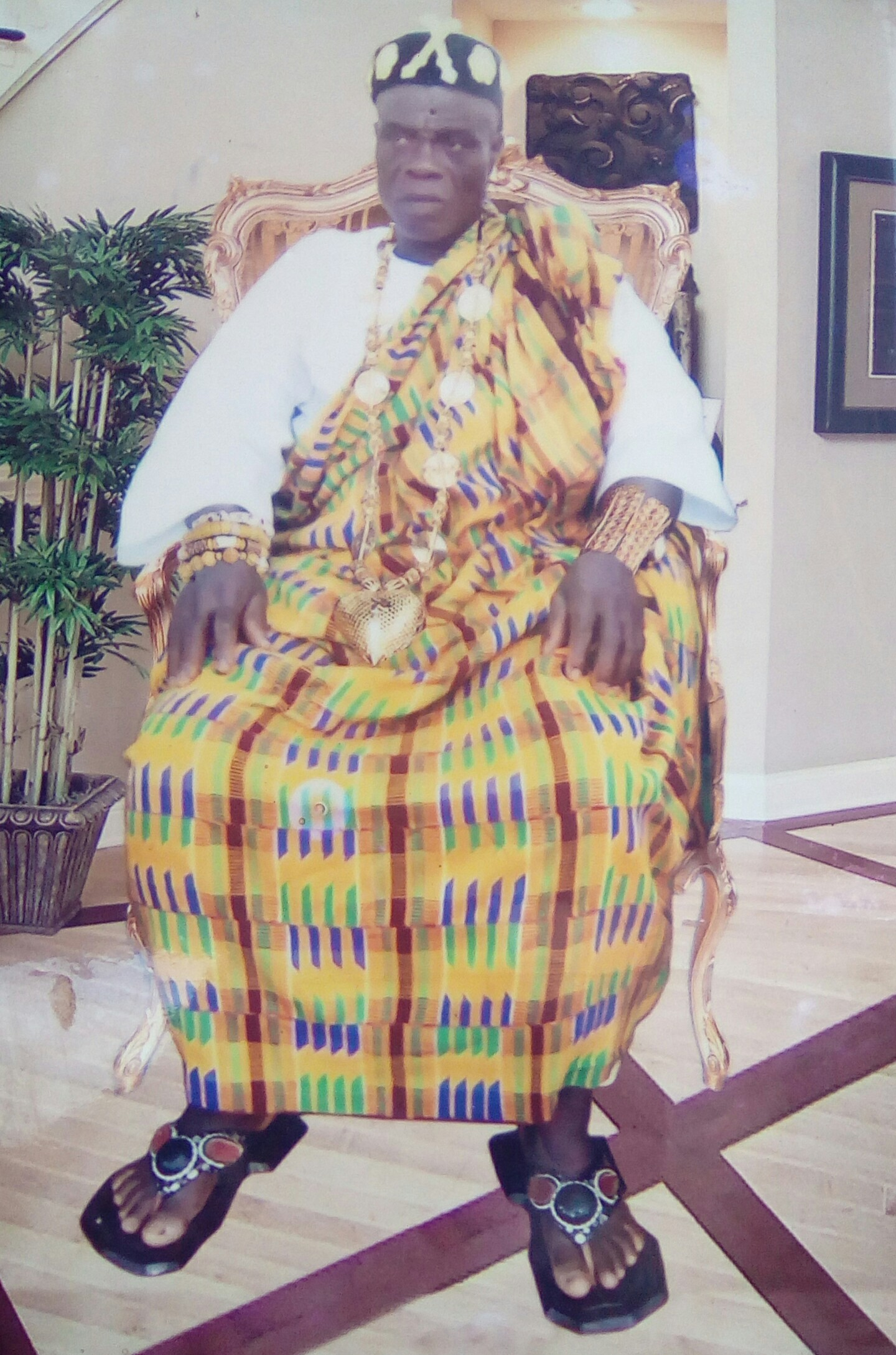
Togbui Ahialoho komlan II